# Gavin Jones
Pour les articles homonymes, voir Jones.
Gavin Jones, né le 1er février 1980 à Maesteg, est un joueur professionnel de squash représentant le pays de Galles. Il atteint le 37e rang mondial en décembre 2005, son meilleur classement. Il est champion du pays de Galles en 2005. Avec l'équipe du Pays de Galles, il est finaliste des championnats du monde par équipes en 1999.

## Biographie
Il participe aux championnats du monde 2002 et 2003 mais échoue à chaque fois au premier tour.

## Palmarès

### Titres
- Championnats du pays de Galles : 2005

### Finales
- Open des Pays-Bas : 2004
- Championnats du monde par équipes : 1999